# Peter Beale
Peter Beale es un personaje ficticio de la serie de televisión británica EastEnders, interpretado por el actor Ben Hardy del 7 de junio del 2013 hasta el 24 de febrero del 2015.

## Biografía
Peter y su hermana melliza fraterna Lucy Beale nacen el 9 de diciembre de 1993, hijos de Ian Beale y Cindy Williams. Peter fue nombrado así en nombre de su abuelo paterno Pete Beale, quien había muerto el día del nacimiento de Peter.
Su infancia fue inestable luego de que en 1996 su madre Cindy intentara matar a su padre Ian, y luego huyera del país llevándolo a él y a su medio hermano Steven Beale con ella.
Un año después en 1997 Ian encuentra Cindy en Italia donde había huido y había estado teniendo una aventura con Nick Holland, lo recupera y lo lleva de vuelta a Walford sin el consentimiento de Cindy. Poco después Cindy regresa a Albert Square con Nick para recuperar a Peter, finalmente en 1998 logra obtener la custodia de Peter, Lucy y Steven, sin embargo su felicidad se acaba cuando es arrestada por el intento de asesinato de Ian y al darse cuenta de la verdad Nick la deja.
En prisión Cindy descubre que está embarazada de Nick y muere luego de dar a luz a su hija, Cindy Williams Jr. quien es criada por Gina Williams, la hermana de Cindy.
Poco después su padre comienza a salir con Melanie Healy, cuando ella descubre que Ian le había mentido sobre la salud de Lucy lo deja. Más tarde su padre se casa nuevamente ahora con Laura Dunn y pronto Peter y Lucy le dan la bienvenida a Bobby Beale (su medio hermano).
En el 2004 Peter es herido luego de que quedara atrapado en un derrumbe sin embargo es rescatado por Den Watts y Dennis Rickman. 
Más tarde en el 2007 su padre se casa con su cuarta esposa Jane Clarke a quien Peter acepta y comienza a querer como a una madre. En mayo del mismo año Ian y Peter se van de campamento con Phil Mitchell y su hijo Ben Mitchell, sin embargo de camino a casa Phil se desvía para evitar golpear un árbol caído lo que ocasiona que el coche se voltee y choque en un lago, Ben y Peter quedan atrapados en el coche, aunque Ben estaba consciente Peter no y cuando el auto comienza a hundirse Phil intenta rescatarlos sin embargo el pie de Peter queda atorado en el cinturón de seguridad lo que ocasiona que Phil no pudiera sacarlo fácilmente, aunque Peter queda inconsciente Phil finalmente logra alcanzarlo y luego de aplicarle RCP se salva.
Peter comienza a practicar deportes y su maestra de deportes le dice a Ian que Peter podía competir en los Juegos Olímpicos del 2012, dispuesto a que Peter tuviera éxito Ian comienza a presionarlo para que entrenara duro y se molesta con él cuando ve que Peter estaba distrayéndose con su nueva novia Lauren Branning con quien había comenzado una relación en diciembre del mismo año. Cuando Max Branning se entera de la relación no está de acuerdo y cuando los encuentra escapándose de la escuela y bebiendo alcohol se molesta.
Peter decide terminar su relación con Lauren en octubre del 2008 luego de que Max le ordenara hacerlo, sin embargo cuando Max los ve juntos en el café Peter lo confronta lo que ocasiona que Max se enfurezca y lo estrangule, cuando Peter finalmente le revela a Lauren que la razón por la que él había terminado con ella había sido su padre, Lauren intenta matar a Max; cuando la policía descubre la verdad y arresta a Lauren llaman a Peter al estrado en donde él dice que cuando ella se fue de su casa estaba molesta, la policía encuentra a Lauren inocente y cuando regresa a su casa, Peter y Max arreglan sus diferencias y le dice a Max que amaba a su hija.
Cuando Peter intenta parecer más interesante entre sus amigos miente y comienza a decir que él y Lauren habían tenido relaciones sexuales, cuando Jay Mitchell y Lucy se enteran comienza a extender el rumor por toda la escuela y cuando Lauren se entera del rumor se enfurece y termina con él. Las cosas empeoran cuando Max descubre lo que Peter había estado diciendo sobre su hija e intenta golpearlo.
Poco después Peter y Lauren se reconcilian y Lauren, y luego le dice a Peter que ya está lista para tener relaciones sin embargo cuando Tanya Branning, la madre de Lauren descubre los condones que Peter y Lauren habían estado usando y le prohíbe a Lauren volver a ver a Peter, al día siguiente cuando intentan verse sin que Max se entere no lo logran y cuando Max los confronta Peter le dice que ama a Lauren y finalmente Max acepta su relación. 
En el 2010 durante una fiesta Peter conoce a Zsa Zsa Carter y terminan besándose sin embargo cuando Lauren los ve termina abofeteando tanto a Peter como a Zsa Zsa y termina con él. Después de la fiesta Peter acompaña a Zsa Zsa a la parada de autobús y cuando le pregunta si va a volver a verla ella lo besa y le dice que tal vez.
Cuando Peter descubre que Leon Small se había acostado con su hermana al mismo tiempo en que salía con Zsa Zsa lo que ocasiona que Peter lo golpee, molesto por haber sido golpeado Leon le dice a Lucy que no quiere saber nada de ella lo que ocasiona que durante la fiesta de Ian, Lucy molesta ataque a Peter.
Más tarde cuando Peter descubre una carta de una clínica de aborto a nombre de Lucy la confronta y después de platicar Peter le dice que siempre iba a contar con él por lo que Lucy cambia de parecer y decide no hacerse el aborto, sin embargo cuando Lucy decide que Jane e Ian críen al bebé como suyo Peter no la apoya, poco después se entera de que su hermana había perdido al bebé.
Peter comienza a enviarle regalos anónimos a Zsa Zsa pero es descubierto cuando Leon y Arthur "Fatboy" Chubb comienzan a investigar quién era él que había estado mandándole regalos. Molesta por todo lo sucedido Lucy le dice a Zsa Zsa que Leon la había estado engañando con ella y le cuenta sobre el bebé, disgustada Zsa Zsa confronta a Leon quien le dice que Lucy había se había realizado un aborto y no había sufrido un aborto involuntario lo que enfurece a Peter quien sabía cuando Jane quería un bebé, sin embargo Peter se decepciona aún más cuando descubre que su padre lo sabía y que él había acompañado a Lucy a la clínica.
Cuando su padre asume que Lucy obtendrá mejores calificaciones que él en el examen "GCSE" se molesta, ya que sabía que Lucy no había puesto ningún esfuerzo, cuando ambos obtienen buenas calificaciones la familia celebra pero pronto son interrumpidos por el señor Allcock el director de la escuela quien les dice que los resultados de Lucy eran inconsistentes y que alguien la había acusado de haber hecho trampa por lo que la junta del examen iba a revisar de nuevo los exámenes de Peter y Lucy, finalmente Lucy acepta haber hecho trampa, por lo que le dicen que tiene que repetir su último año pero ella decide mudarse a Devon.
Durante la fiesta de cumpleaños de Billie Jackson, Peter le ofrece un trago a Lauren pero ella lo rechaza y le dice que no está interesada, molesto por lo sucedido Peter termina besando y acostándose con Whitney Dean con quien comienzan una relación, rápidamente Peter comienza a pensar en pedirle matrimonio a Whitney pero cuando Jane se entera lo convence de esperar hasta el día de San Valentín explicándole que probablemente si se lo pedía ahora ella pensaría que era muy pronto.
Durante la fiesta de cumpleaños de Peter, Ian termina insultando a Whitney y la llama "una mujer de enfermedades de transmisión sexual", esto causa que Peter se moleste y se vaya, Whitney rompe con él y Peter se emborracha y termina vomitando encima de Glenda Mitchell. Jane apoya a Peter pero Ian está resentido, cuando Peter descubre que su padre había estado teniendo una aventura con Glenda le advierte a Glenda que se aleje de su familia, lo que ocasiona que ella crea erróneamente que Peter había sido el responsable de haberla empujado de las escaleras en su apartamento (el verdadero responsable de haberla empujado era Ben Mitchell).
Molesto con Ian, Peter lanza un ladrillo a través de la ventada de su tienda, poco después Glenda le miente a Ian y le dice que Peter le había confesado que él había sido él responsable de haberla empujado, cuando Phil se entera confronta a Peter durante una reunión familiar y cuando Ian lo ve no defiende a su hijo.
Más tarde cuando Ian descubre toda la verdad le pide perdón a Peter diciéndole que le contaría toda la verdad a Jane sobre la aventura con Glenda pero Peter molesto se aleja de él, poco después decide irse no sin antes dejarle una carta a Jane diciéndole "lo siento". Peter se muda a Devon para estar con su hermana. 
Cuando Ian recibe la noticia de que Peter y Lucy habían estado en un accidente automovilístico decide ir a visitarlos con Bobby, cuando regresa revela que ambos estaban bien. Cuando Lucy regresa a Walford en el 2012 le dice que se había peleado con Peter luego de haber descubierto que estaba saliendo con su amigo Leanne.
En junio del 2013 Peter regresa a Walford después de que su padre lo invitara al estreno de su nuevo restaurante, a su llegada Peter interrumpe una pelea entre Ian y su hermana Lucy y se entera de que los negocios y propiedades de su padre estaban bajo el nombre de Lucy. Peter decide no apoyar a ninguno en la pelea pero cuando se entera de que su padre había engañado a Lucy para que firmara unos papeles para recuperar todo, se molesta y lo confronta, pero después lo perdona.
En agosto del mismo año Peter se sorprende al descubrir a su media hermana Cindy Williams Jr. en Walford y le dice que debe de regresar a Devon ya que tenía miedo de que su padre descubriera algo que había pasado mientras él estuvo viviendo ahí, más tarde Peter le revela su secreto a Lola Mitchell: mientras estaba en Devon él y su amigo Gaz habían ido a nadar al mar y mientras estaban ahí Peter le había insistido a su amigo en nadar más lejos, pero pronto Gaz se había visto envuelto en una corriente que lo arrastro y Peter no había sido capaz de alcanzarlo por lo que Gaz había muerto y que no le había contado toda la verdad a los padres de su amigo; al inicio Lola se molesta pero poco después lo apoya.
Cuando Ian le revela a Peter que le había mentido a la policía sobre haber visto a Max manipulando el auto que había ocasionado el accidente donde habían sido heridos Phil y Carl White se molesta con su padre, cuando Lucy se entera de la verdad decide apoyar a su padre lo que decepciona a Peter quien decide convencer a su padre para que le diga a la policía la verdad. Más tarde cuando Lauren le pide ayuda a Peter, él intenta sobornar a Carl pero esto sólo ocasiona que Carl termine golpeándolo.
Poco después cuando Poppy Meadow y Fatboy se dan cuenta de que Peter y Lola se gustan pero son muy necios para aceptarlo deciden ayudarlos y finalmente Peter y Lola terminan besándose y comienzan una relación, sin embargo cuando Phil e Ian se enteran intentan separarlos sin éxito, molesto por las tácticas de su padre Peter decide mudarse con Billy y Lola.
En abril del 2014 Peter queda destrozado y comienza a llorar cuando su padre le dice que Lucy había sido asesinada, aunque Lola intenta consolarlo no lo logra y cuando Lauren la mejor amiga de su hermana lo visita Peter encuentra consuelo en ella al ver que Lauren también estaba sufriendo y luchando para soportar la muerte de Lucy. Más tarde la pareja se compromete.
En febrero del 2015 Lauren descubre que está esperando un hijo de Peter, a finales del mes Peter y Lauren deciden mudarse a Nueva Zelanda y comenzar una nueva vida como una familia.